# Nuoto ai Giochi della XXIX Olimpiade - 100 metri dorso maschili
Si sono svolte 6 batterie di qualificazione. I primi 16 atleti si sono qualificati per le semifinali.

## Record
Prima di questa competizione, il record del mondo (WR) e il record olimpico (OR) erano i seguenti.
|  | 52"89 | Aaron Peirsol Stati Uniti | 1º luglio 2008 Omaha, Stati Uniti |
|  | 53"45 | Aaron Peirsol Stati Uniti | 21 agosto 2004 Atene, Grecia      |

Durante l'evento sono stati migliorati i seguenti record:
| Data      | Evento        | Atleta            | Nazione     | Tempo | Record |
| --------- | ------------- | ----------------- | ----------- | ----- | ------ |
| 10 agosto | 4ª batteria   | Matt Grevers      | Stati Uniti | 53"41 |        |
| 11 agosto | 1° semifinale | Arkady Vyatchanin | Russia      | 53"06 |        |
| 11 agosto | 2° semifinale | Hayden Stoeckel   | Australia   | 52"97 |        |
| 12 agosto | Finale        | Aaron Peirsol     | Stati Uniti | 52"54 |        |

## Batterie
- Domenica 10 agosto 2008 - Centro Acquatico Nazionale di Pechino

| #  | Batteria | Corsia | Atleta                 | Nazionalità    | Tempo   | Note  |
| -- | -------- | ------ | ---------------------- | -------------- | ------- | ----- |
| 1  | 4        | 4      | Matt Grevers           | Stati Uniti    | 53.41   | Q, OR |
| 2  | 4        | 5      | Arkady Vyatchanin      | Russia         | 53.64   | Q     |
| 3  | 6        | 4      | Aaron Peirsol          | Stati Uniti    | 53.65   | Q     |
| 4  | 6        | 7      | Aschwin Wildeboer      | Spagna         | 53.67   | Q     |
| 5  | 3        | 5      | Gerhard Zandberg       | Sudafrica      | 53.75   | Q     |
| 6  | 6        | 5      | Liam Tancock           | Regno Unito    | 53.85   | Q     |
| 7  | 5        | 3      | Hayden Stoeckel        | Australia      | 53.93   | Q     |
| 8  | 3        | 8      | Lubos Krizko           | Slovacchia     | 54.07   | Q     |
| 9  | 5        | 5      | Ashley Delaney         | Australia      | 54.08   | Q     |
| 10 | 5        | 2      | Junichi Miyashita      | Giappone       | 54.12   | Q     |
| 11 | 4        | 2      | Stanislav Donets       | Russia         | 54.18   | Q     |
| 12 | 4        | 3      | Tomomi Morita          | Giappone       | 54.21   | Q     |
| 13 | 6        | 3      | Markus Rogan           | Austria        | 54.22   | Q     |
| 14 | 6        | 1      | Mirco Di Tora          | Italia         | 54.39   | Q     |
| 15 | 5        | 1      | Guy Barnea             | Israele        | 54.50   | Q     |
| 16 | 5        | 6      | Gregor Tait            | Regno Unito    | 54.62   | Q     |
| 17 | 4        | 6      | Aristeidis Grigoriadis | Grecia         | 54.71   |       |
| 18 | 3        | 4      | Damiano Lestingi       | Italia         | 54.78   |       |
| 19 | 5        | 4      | Helge Meeuw            | Germania       | 54.88   |       |
| 20 | 6        | 2      | Guilherme Guido        | Brasile        | 54.89   |       |
| 21 | 6        | 8      | Razvan Ionut Florea    | Romania        | 54.89   |       |
| 22 | 4        | 8      | George Du Rand         | Sudafrica      | 54.90   |       |
| 23 | 3        | 7      | Min Sung               | Corea del Sud  | 54.99   |       |
| 24 | 4        | 1      | Gordan Kožulj          | Croazia        | 55.05   |       |
| 25 | 3        | 3      | Benjamin Stasiulis     | Francia        | 55.08   |       |
| 26 | 2        | 6      | Omar Pinzon            | Colombia       | 55.11   |       |
| 27 | 3        | 6      | Jonathan Massacand     | Svizzera       | 55.21   |       |
| 28 | 4        | 7      | Nick Driebrgen         | Paesi Bassi    | 55.31   |       |
| 29 | 2        | 5      | Pavel Sankovič         | Bielorussia    | 55.39   |       |
| 30 | 3        | 1      | Derya Büyükunçu        | Turchia        | 55.43   |       |
| 31 | 5        | 8      | Jake Tapp              | Canada         | 55.54   |       |
| 32 | 3        | 2      | Vytautas Janušaitis    | Lituania       | 55.65   |       |
| 33 | 6        | 6      | Thomas Rupprath        | Germania       | 55.77   |       |
| 34 | 5        | 7      | Marko Strahija         | Croazia        | 55.89   |       |
| 35 | 2        | 4      | Örn Arnarson           | Islanda        | 56.15   |       |
| 36 | 2        | 3      | Roland Rudolf          | Ungheria       | 56.25   |       |
| 37 | 2        | 2      | Xiaolei Sun            | Cina           | 56.44   |       |
| 38 | 2        | 8      | Oleksandr Isakov       | Ucraina        | 56.55   |       |
| 39 | 1        | 4      | Danil Bugakov          | Uzbekistan     | 56.59   |       |
| 40 | 2        | 7      | German Eduardo Otero   | Argentina      | 56.74   |       |
| 41 | 2        | 1      | Tomas Fucik            | Rep. Ceca      | 57.29   |       |
| 42 | 1        | 3      | Jared J Heine          | Isole Marshall | 58.86   |       |
| 43 | 1        | 2      | Souhaib Kalala         | Siria          | 1:00.24 |       |
| 44 | 1        | 6      | Rubel Mohammad Rana    | Bangladesh     | 1:04.82 |       |

## Semifinali
Lunedì 11 agosto 2008 - Centro Acquatico Nazionale di Pechino
| #  | Corsia | Atleta            | Nazionalità | Tempo   | Note |
| -- | ------ | ----------------- | ----------- | ------- | ---- |
| 1  | 6      | Hayden Stoeckel   | Australia   | 0:52.97 | Q    |
| 2  | 4      | Matt Grevers      | Stati Uniti | 0:52.99 | Q    |
| 3  | 4      | Arkady Vyatchanin | Russia      | 0:53.06 | Q    |
| 4  | 5      | Aschwin Wildeboer | Spagna      | 0:53.51 | Q    |
| 5  | 5      | Aaron Peirsol     | Stati Uniti | 0:53.56 | Q    |
| 6  | 3      | Liam Tancock      | Regno Unito | 0:53.61 | Q    |
| 7  | 2      | Junichi Miyashita | Giappone    | 0:53.69 | Q    |
| 8  | 2      | Ashley Delaney    | Australia   | 0:53.76 | Q    |
| 9  | 1      | Markus Rogan      | Austria     | 0:53.80 |      |
| 10 | 7      | Tomomi Morita     | Giappone    | 0:53.95 |      |
| 11 | 3      | Gerhard Zandberg  | Sudafrica   | 0:53.98 | '    |
| 12 | 8      | Gregor Tait       | Regno Unito | 0:54.37 |      |
| 13 | 6      | Lubos Krizko      | Slovacchia  | 0:54.38 |      |
| 14 | 7      | Stanislav Donets  | Russia      | 0:54.57 |      |
| 15 | 8      | Mirco Di Tora     | Italia      | 0:54.92 |      |
| 16 | 2      | Guy Barnea        | Israele     | 0:54.93 |      |

## Finale
Martedì 12 agosto 2008 - Centro Acquatico Nazionale di Pechino
| Posizione | Atleta            | Paese       | Tempo |
| --------- | ----------------- | ----------- | ----- |
|           | Aaron Peirsol     | Stati Uniti | 52.54 |
|           | Matt Grevers      | Stati Uniti | 53.11 |
|           | Arkady Vyatchanin | Russia      | 53.18 |
|           | Hayden Stoeckel   | Australia   | 53.18 |
| 5         | Ashley Delaney    | Australia   | 53.31 |
| 6         | Liam Tancock      | Regno Unito | 53.39 |
| 7         | Aschwin Wildeboer | Spagna      | 53.51 |
| 8         | Junichi Miyashita | Giappone    | 53.99 |